# 大口町健康文化センター
大口町健康文化センター（おおぐちちょうけんこうぶんかセンター）は、愛知県丹羽郡大口町にある公共施設。「ほほえみプラザ」という愛称をもつ。1998年（平成10年）11月3日開館。

## 歴史
1997年（平成9年）7月に着工した。1998年（平成10年）11月3日に完成式を行い、11月3日から11月6日までは町民に解放された。11月7日と11月8日は大口町ふれあいまつりの会場となり、11月9日から通常業務を開始した。

## 施設
1階と2階には主に大口町保健センターが入り、1階の一部には喫茶コーナーが、2階の一部には大口町社会福祉協議会と訪問看護ステーションも入る。3階は大口町歴史民俗資料館、4階は大口町研修センター（多目的ホール）、5階にはトレーニングセンターが入る。建物の総工費は、工事監理委託費を含めて20億7873万円。延床面積は6,950m2であり、大口町役場や大口町総合福祉会館をしのぎ、学校施設を除くと大口町最大の施設となる。大口町総合福祉会館に隣接している。愛称の「ほほえみプラザ」は公募により付けられた。1階の会議室、4階の研修室、5階のトレーニングセンターなどは、指定管理者である「linkworks・技研ほほえみ共同体」が管理運営にあたっている。大口町コミュニティバスには「健康文化センター」バス停がある。
フロア案内
- 1階 - 総合案内所、喫茶コーナー、大口町役場健康生きがい課・大口町保健センター、大口町役場福祉こども課
- 2階 - 保健センター、社会福祉協議会、町民活動センター
- 3階 - 大口町歴史民俗資料館
- 4階 - ほほえみホール・研修室
- 5階 - トレーニングセンター

## 利用案内
- 入館料：無料
- 開館時間：9時から17時
- 休館日：月曜、火曜、水曜、年末年始
- アクセス：名鉄犬山線 柏森駅から南へ3km。